# Mečenyj atom
Mečenyj atom (Меченый атом) è un film del 1972 diretto da Igor' Aronovič Gostev.

## Trama
L'intelligence occidentale invia un agente in URSS per rivelare il potere difensivo del paese. Con l'aiuto di persone che si nascondono dalla giustizia sovietica, l'agente cerca di adempiere al suo compito. Ma i Chekisti, che hanno preso il controllo delle azioni dell'agente, gli forniscono dati falsi.